# عبدالرحمانوو (شهرستان استرلیتاماکسکی، باشقیرستان)
عبدالرحمانوو (انگلیسی: Abdrakhmanovo, Sterlitamaksky District, Bashkortostan) یک شهرک در شهرستان استرلیتاماکسکی استان باشقیرستان کشور روسیه است.